# Heterocerus woodruffi
Heterocerus woodruffi – gatunek chrząszcza z rodziny różnorożkowatych i podrodziny Heterocerinae.
Gatunek ten został opisany w 1975 roku przez Francisco Pacheco i nazwany na cześć Roberta E. Woodruffa.
Chrząszcz ten został wykazany z Boliwii i paragwajskiego departamentu Boquerón.